# Pericoma reticulatipennis
Pericoma reticulatipennis är en tvåvingeart som beskrevs av Tokunaga och Komyo 1956. Pericoma reticulatipennis ingår i släktet Pericoma och familjen fjärilsmyggor. Inga underarter finns listade i Catalogue of Life.